# Aeschenschwibbogen

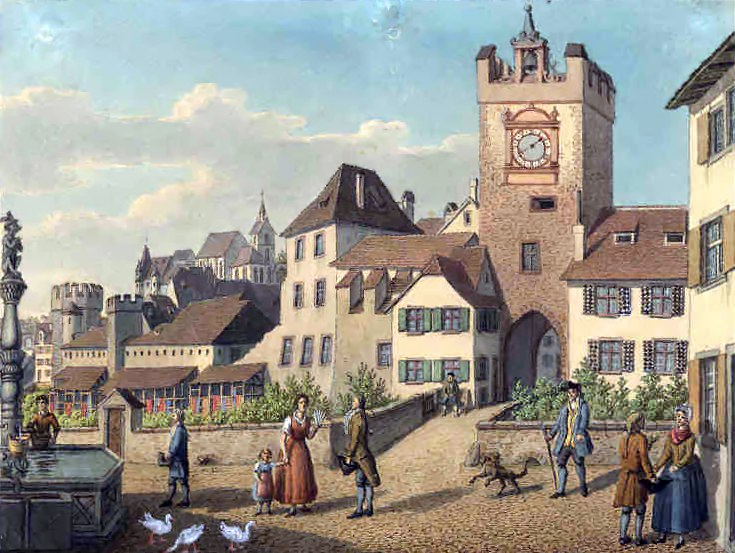
Der Aeschenschwibbogen vom heutigen Bankenplatz aus gesehen. Links im Hintergrund die Leonhardskirche (Aquarell, 1841)

Der Aeschenschwibbogen (zunächst ebenfalls Aeschentor, später auch Inneres Aeschentor genannt) ist ein ehemaliges kleines Stadttor der Stadt Basel und früherer Bestandteil der inneren Basler Stadtmauer. Er war der Vorläufer des Aeschentors, welches nach der Stadterweiterung weiter aussen gebaut wurde, und wurde 1841 abgerissen.
Der Aeschenschwibbogen wurde erstmals im Jahre 1261 als «Eschmertor» urkundlich erwähnt. Der Name geht vermutlich auf einen in der Nähe des Tores wohnenden Torwärters namens Eschmar zurück. Mit dem Bau der äusseren Stadtmauer und des Aeschentors im 14. Jahrhundert verlor der Aeschenschwibbogen seine ursprüngliche Funktion, blieb aber dennoch bis zu seinem Abriss 1841 erhalten. Der Torturm war bis 1545 doppelt so hoch, jedoch machten Risse im Mauerwerk eine Kürzung nötig. Bereits Mitte des 16. Jahrhunderts gab es am Tor eine Uhr.